# الدوري الفنزويلي الممتاز 2003–04
الدوري الفنزويلي الممتاز 2003–04 (بالإسبانية: Primera División Venezolana 2003-04) هو الموسم 84 من الدوري الفنزويلي الممتاز. كان عدد الأندية المشاركة فيه 10، وفاز فيه نادي كاراكاس.